# Sergiu Klainerman
Sergiu Klainerman (Bucarest, 13 de mayo de 1950) es un matemático rumano-estadounidense que se ocupa de análisis .

## Vida académica
Klainerman estudió desde 1969 hasta 1974 en la Universidad de Bucarest (diploma en 1973) y luego en la Universidad de Nueva York, donde 1978 Fritz John y Louis Nirenberg doctorado ( existencia Global para las ecuaciones de ondas no lineales ). Como un post-doc, que era un compañero Miller en la Universidad de California, Berkeley, y desde 1980 profesor asistente en el Instituto Courant de Ciencias Matemáticas, donde se convirtió en profesor asociado en 1983 y 1986, el profesor. Desde 1987 es profesor en la Universidad de Princeton, desde 1991 es profesor de Matemáticas y desde 2001 Thomas D. Jones Profesor de Física Matemática . Fue profesor visitante en la Universidad de Stanford, la Universidad de París VI , Pierre et Marie Curie (Blaise Pascal Presidente 1997-1999), el IHES, la École Polytechnique y Escuela Normal Superior, el Instituto Weizmann y la Universidad Hebrea en Israel, en Beijing, Kyoto, en Roma, la Escuela Normal Superior de Pisa, la ETH Zúrich, el Instituto Isaac Newton en la Universidad de Cambridge, la Universidad de Heidelberg, la Universidad de Bonn y en el Instituto de Estudios Avanzados.

## Trabajos científicos
Klainerman trata con ecuaciones en derivadas parciales y física matemática, donde trabajó en las matemáticas de los agujeros negros y otros aspectos matemáticos en la Relatividad General. Con Demetrios Christodoulou en 1990 demostró la estabilidad global de Minkowski. En 2015, demostró que con Igor Rodnianski y Jérémie Szeftel {\displaystyle L^{2}} Presunción de curvatura para el problema de valor inicial de las ecuaciones de vacío de Einstein, que él mismo estableció quince años antes.

## Premios
En 1999, recibió el Premio Bôcher Memorial con Christodolou. Recibió el premio por su trabajo en ecuaciones diferenciales hiperbólicas no lineales, especialmente su mencionada trabajar con Christodolou y su obra fundamental con M. Machedon. Bien asentado en (el problema de Cauchy) y problemas de estabilidad globales para ecuaciones de ondas no lineales (como las ecuaciones de Yang-Mills, mapas de ondas, ecuación de Maxwell-Klein-Gordon ) y la condición central de forma cero introducida por ellos. Pasando de las estimaciones espacio-tiempo de Strichartz. Desarrollaron aún más esto aprovechando la estructura de forma nula de las ecuaciones de onda no lineales consideradas.

## Honores
Ha sido miembro de la Academia Nacional de Ciencias desde 2005, miembro de la Academia Estadounidense de las Artes y las Ciencias desde 1996 y miembro de la Academia de Ciencias de Francia desde 2002. En 1997/98 fue becario Guggenheim, becario Sloan de 1983 a 1985 y becario MacArthur de 1991 a 1996 . Es miembro de la American Mathematical Society. En 1983 fue orador invitado en el ICM en Varsovia (comportamiento a largo plazo de soluciones de ecuaciones de ondas no lineales).

## Trabajo como editor
De 1993 a 1999 fue editor del American Journal of Mathematics. De 2009 a 2010 fue coeditor en jefe de la revista Publications Mathématiques de l’IHÉS.

## Discípulos famosos
Sus estudiantes de doctorado incluyen a Gustavo Ponce.Esta mal el enlace

## Publicaciones
- Klainerman, Sergiu, Uniform decay estimates and the Lorentz invariance of the classical wave equation. Communications on Pure and Applied Mathematics, vol. 38 (1985), no. 3, pp. 321–332
- Klainerman, Sergiu, The null condition and global existence to nonlinear wave equations. Nonlinear systems of partial differential equations in applied mathematics, Part 1 (Santa Fe, N.M., 1984), pp. 293–326, Lectures in Appl. Math., 23, American Mathematical Society, Providence, RI, 1986. isbn 0-8218-1125-8
- Klainerman, Sergiu; Machedon, Matei, Space-time estimates for null forms and the local existence theorem, Communications on Pure and Applied Mathematics, vol. 46 (1993), no. 9, pp. 1221–1268
- Christodoulou, Demetrios; Klainerman, Sergiu, The global nonlinear stability of the Minkowski space. Princeton Mathematical Series, 41. Princeton University Press, Princeton, NJ, 1993. isbn 0-691-08777-6
- Klainerman, Sergiu; Machedon, Matei, Smoothing estimates for null forms and applications. A celebration of John F. Nash, Jr., Duke Mathematical Journal., vol. 81 (1995), no. 1, pp. 99–133